# Giulio Ricordi

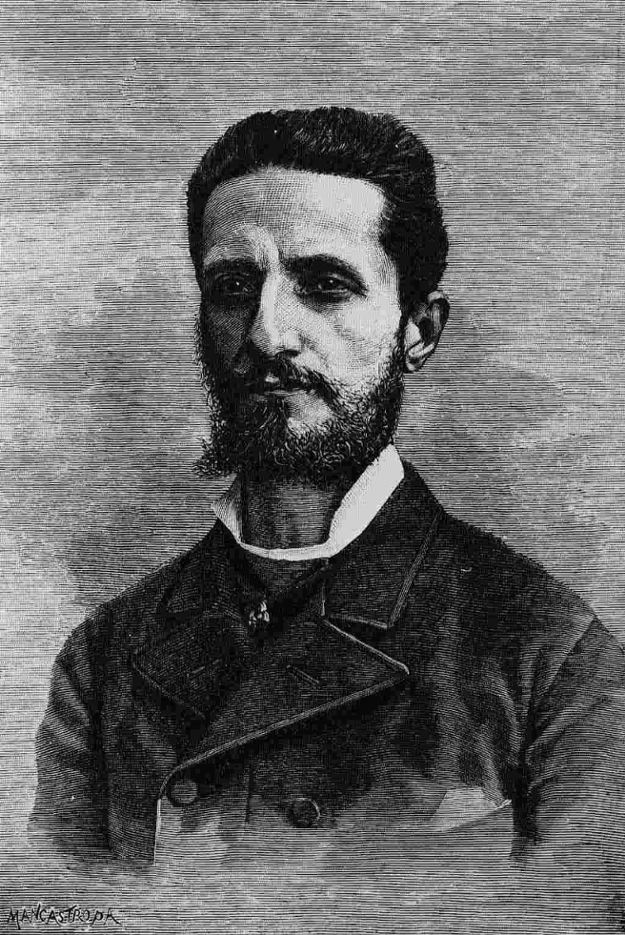
Giulio Ricordi

Giulio Ricordi (Milaan, 19 december 1840 – aldaar, 6 juni  1912) was een Italiaans uitgever en musicus.
Onder het pseudoniem Jules Burgmein leverde Ricordi een belangrijke bijdrage aan het prestige van Casa Ricordi, de uitgeverij van zijn familie. Het bedrijf gaf diverse tijdschriften uit (La gazzetta musicale, Musica e musicisti and Ars et labor), samen met diverse andere belangrijke publicaties (La biblioteca del pianista, l'Opera Omnia di Frédéric Chopin, L'arte musicale in Italia, Le Sonate di Domenico Scarlatti).
Ricordi was ook de uitgever van de latere opera’s van Giuseppe Verdi en had het juiste gevoel om jonge talentvolle componisten zoals Amilcare Ponchielli, Alfredo Catalani, Umberto Giordano, en in het bijzonder Giacomo Puccini aan te moedigen in hun beginnende carrière. Vooral voor de laatste was hij een soort vaderfiguur; soms gevreesd (kritisch, wat ook vaak nodig was in verband met Puccini's gewoontes en lakse manier van werken) maar ook zeer gewaardeerd en vertrouwd.
- Biblioteca Nacional de España: XX1088271
- Bibliothèque nationale de France: cb13168958q (data)
- Catàleg d'autoritats de noms i títols de Catalunya: 981058525679906706
- Gemeinsame Normdatei: 119444623
- International Standard Name Identifier: 0000 0003 6855 1821
- Library of Congress Control Number: n86817022
- MusicBrainz: fd78ed96-6199-4863-be2d-c5216bc0aed8
- Nationale Bibliotheek van Tsjechië: xx0082747
- Nationale Bibliotheek van Israël: 987007285095605171
- Nationale Bibliotheek van Polen: a0000002448194
- Nederlandse Thesaurus van Auteursnamen: 07404754X
- Istituto Centrale per il Catalogo Unico: CFIV033396
- LIBRIS: 211656
- SNAC: w6st7njx
- Système universitaire de documentation: 072232870
- Trove: 979817
- Virtual International Authority File: 44437219
- WorldCat: E39PBJqQBJPyfWM4p99m7m3mh3